# Protanilla wardi
Protanilla wardi  (лат.) — вид мелких муравьёв (Formicidae) из подсемейства Leptanillinae. Эндемик Индии (Южная Азия). Первый вид рода Protanilla, обнаруженный в Индии.

## Распространение
Индия, Керала: Silent Valley National Park (Nilgiri Biosphere Region), в подстилке тропического дождевого леса.

## Описание
Мелкие муравьи, длиной около 2 мм, жёлто-коричневые (самцы и самки не обнаружены). Тело гладкое и блестящее. Ширина головы 0,42-0,44 мм, длина скапуса усика 0,44-0,45 мм. Головной индекс (CI, соотношение ширины головы к длине × 100): 77-78. Индекс скапуса (SI, соотношение к длины скапуса к ширине головы × 100): 102—104. Мандибулы узкие, изогнуты вниз, с многочисленными мелкими зубчиками (около 20). Нижнечелюстные щупики 4-члениковые. Усики 12-члениковые, усиковые валики отсутствуют, место прикрепления антенн открытое. Жало развито.
Вид был описан в 2015 году индусскими мирмекологами Химендером Бхарти (Himender Bharti) и Шахидом Али Акбаром (Shahid Ali Akbar, Department of Zoology & Environmental Sciences, Punjabi University, Патиала, Пенджаб, Индия). Название P. wardi дано в честь крупного американского мирмеколога профессора Филипа Уарда (Prof. Philip S. Ward).